# Konstytucja Malty
Konstytucja Malty – została przyjęta w 1964 r. Jest to ustawa zasadnicza składająca się z 11 rozdziałów obejmujących 124 artykuły oraz czterech aneksów. Konstytucja nie posiada preambuły. Zostały w niej uregulowane bardzo szczegółowe kwestie, które w ustawodawstwie innych państw są zazwyczaj regulowane na poziomie ustawodawstwa zwykłego. Autentyczną interpretację Konstytucji stanowi Parlament.

## Nowelizacje
Ostatnia nowelizacja Konstytucji miała miejsce w 2007 r. Jedna z bardziej znaczących nowelizacji została dokonana w 1974 r., ze względu na to, że Malta stała się republiką. Treść wielu artykułów została zmieniona.

## Zmiana Konstytucji
Konstytucja Malty może zostać zmieniona przez Izbę Reprezentantów. Zmiana następuje większością głosów wszystkich członków lub kwalifikowaną większością dwóch trzecich głosów wszystkich członków. W drugim przypadku przed przedstawieniem jej Prezydentowi do podpisu musi być ona wcześniej zatwierdzona w referendum ogólnokrajowym.

## Podstawowe zasady ustrojowe
Konstytucja w swoich pierwszych artykułach wskazuje na:
- republikańską formę rządów (art. 1)
- ogromną wartość pracy (art. 7)
- nadrzędne znaczenie religii katolickiej przy jednoczesnej swobodzie sumienia i wyznania (art. 40).

## Treść Konstytucji

### Rozdział I: Republika Malty
W Rozdziale I Konstytucji zatytułowanym „Republika Malty” (art. 1-6) sformułowane zostały zasady decydujące o kształcie ustrojowym państwa.
Art. 1 określa Maltę jako demokratyczną republikę, opierającą się na pracy i poszanowaniu podstawowych praw i wolności jednostki. Określenie, że Malta jest demokratyczną republiką oznacza, że na Malcie panować powinien ustrój republiki, w którym władzę sprawuje organ wyłoniony w wyniku wyborów na określony czas.
Określone zostało terytorium Malty, a także jej neutralność, która aktywnie wspiera pokój, bezpieczeństwo i postęp społeczny. Malta odmawia udziału we wszystkich sojuszach wojskowych.
Z art. 2 wynika, że religią Malty jest religia Rzymskokatolickiego Kościoła Apostolskiego i jej nauczanie jest obowiązkowe we wszystkich szkołach państwowych.
W pozostałych artykułach opisana jest flaga, hymn narodowy i język narodowy Malty.

### Rozdział II: Deklaracja zasad
Rozdział II Konstytucji wprowadza zasady dotyczące: pracy, nauki, równości prawa mężczyzn i kobiet, pracy nieletnich, przedsiębiorczości, spółdzielni.
Art. 12 stanowi, że państwo chroni pracę.

### Rozdział III: Obywatelstwo
Rozdział III stanowi komu przysługuje status obywatela Wspólnoty, a także odpowiedzialność obywatela Wspólnoty, który nie jest obywatelem Malty i odpowiedzialność obywatela Republiki Irlandii, który nie jest obywatelem Malty.
W art. 12 wyrażone jest nabycie, posiadanie, zrzeczenie się i utrata obywatelstwa Malty. Podwójne lub wielokrotne obywatelstwo jest dopuszczalne na zasadach określonych przez prawo obowiązujące w danym czasie na Malcie.

### Rozdział IV: Podstawowe prawa i wolności jednostki
Rozdział IV normuje sytuację prawną obywateli, określając prawa i wolności jednostki, a także opisuje odpowiedzialność osób, które nie są obywatelami Malty.
- Każdemu przysługuje prawo do poszanowania bez względu na rasę, pochodzenie, poglądy polityczne, kolor skóry, wyznanie lub płeć dóbr dotyczących: życia, wolności, bezpieczeństwa osobistego, korzystania z własności i ochrony prawnej, wolności sumienia, wyrażania poglądów oraz pokojowego gromadzenia się i zrzeszania się oraz poszanowania życia prywatnego i rodzinnego (art. 32).
- Konstytucja stanowi, że nikt nie może być celowo pozbawiony życia, chyba że wskutek wykonania skazującego wyroku sądowego za przestępstwo popełnione pod rządami prawa maltańskiego (art. 33).
- Nikt nie może być celowo pozbawiony wolności osobistej, z wyjątkiem następujących przypadków dozwolonych prawem (art. 34).
- Na nikogo nie można nakładać obowiązku wykonywania pracy przymusowej (art. 35).
- Obowiązuje zakaz nieludzkiego lub poniżającego karania lub traktowania (art. 36).
- Przeszukanie osoby, majątku, wkroczenie do czyjegoś pomieszczenia jest dopuszczalne wyłącznie za zgodą osoby, której sprawa dotyczy lub w związku z wykonywaniem władzy rodzicielskiej (art. 38).
- Oskarżonemu o popełnienie przestępstwa przysługuje prawo do rzetelnej rozprawy w rozsądnym terminie przed niezawisłym i bezstronnym sądem (art. 39).
- Na Malcie każdemu przysługuje pełna wolność sumienia i każdy ma prawo swobodnego stosowania praktyk religijnych (art. 40).
- Zakaz przeszkadzania w korzystaniu z wolności wyrażania poglądów i w korzystaniu z prawa do pokojowego gromadzenia się i zrzeszania (art. 41-42).
- W celu wykonywania postanowień umowy międzynarodowej i w sposób określony prawem dozwolona jest ekstradycja (art. 43).
- Obywatel Malty nie może zostać pozbawiony wolności przemieszczania się (art. 44).

### Rozdział V: Prezydent
Rozdział V dotyczy urzędu Prezydenta Malty. Określony został tryb wyboru Prezydenta i objęcia przez niego urzędu. Konstytucja określa kto nie może zostać powołany na urząd Prezydenta i kiedy urząd staje się nieobsadzony.
Art. 50 stanowi, że każdy kto został powołany na urząd Prezydenta składa przysięgę urzędową przed Izbą.

### Rozdział VI: Parlament
W rozdziale VI opisany jest Parlament, który składa się z Prezydenta i Izby Reprezentantów. Określony został skład Izby Reprezentantów, wybór ich członków, mandat członka Parlamentu, utworzenie Komisji Wyborczej dla Malty, jej skład oraz zadania, które wykonuje, a także utworzenie urzędu Dyrektora Kancelarii Izby Reprezentantów.
Z części drugiej wynikają uprawnienia i procedury Parlamentu.
W części trzeciej wyrażone jest zwoływanie, odraczanie i rozwiązywanie Parlamentu.
Art. 76 stanowi, że Prezydent może w każdej chwili rozwiązać Parlament lub odroczyć jego posiedzenie w drodze dekretu.

### Rozdział VII: Władza wykonawcza
Rozdział VII Konstytucji Malty odnosi się do władzy wykonawczej, która spoczywa w rękach Prezydenta.
Art. 79 stanowi o Gabinecie, który sprawuje ogólne kierownictwo oraz kontrolę nad Rządem Malty, składa się z Premiera oraz określonej liczby Ministrów. Gabinet jest odpowiedzialny przed Parlamentem.

W rozdziale tym został opisany sposób powołania Premiera Malty, możliwe przypadki, gdy urząd Premiera staje się nieobsadzony, odpowiedzialność Premiera za jakiekolwiek działania Rządu Malty, rozwiązania sytuacji nieobecności Premiera na Malcie lub jego niezdolności do wykonywania swoich funkcji urzędowych, a także urząd tymczasowego Ministra.
Art. 85-87 wskazują funkcje Prezydenta Malty oraz funkcje Premiera Malty, czyli ich uprawnienia i obowiązki.
Rozdział ten przewiduje obowiązek powołania przez Prezydenta Przywódcy Opozycji oraz urzędu publicznego Prokuratora Generalnego, a także urząd Sekretarza Gabinetu mianowanego przez Premiera.
Art. 93 opisuje szczególne uprawnienia przysługujące Prezydentowi, m.in. stosowanie prawa łaski.

### Rozdział VIII: Sądownictwo
Rozdział VIII Konstytucji reguluje ustrój władzy sądowniczej. Na Malcie tworzy się Sądy Wyższego Rzędu składające się z trzech sędziów, którzy muszą posiadać uprawnienia do wejścia w skład Sądu Apelacyjnego. Jeden z Sądów Wyższego Rzędu to Sąd Konstytucyjny.
Sędziowie Sądu Wyższego Rzędu są powoływani przez Prezydenta. Konstytucja określa warunki, jakie musi spełnić osoba, która ma być powołana na urząd sędziego, złożenie tego urzędu oraz odwołanie sędziego z urzędu.
Art. 98 stanowi o urzędzie Naczelnego Sędziego.
Na Malcie tworzy się również Sądy Niższego Rzędu, sędziowie tych sądów są powoływani przez Prezydenta.
Komisja do spraw wymiaru sprawiedliwości składa się z Prezydenta oraz dziewięciu członków wymienionych w art. 101A tej Konstytucji.

### Rozdział IX: Finanse
Przepisy rozdziału IX stanowią o dochodach i środkach finansowych zebranych lub uzyskanych przez Maltę, które są przekazywane na wspólny Fundusz Ogólny. Fundusz Ogólny i inne fundusze publiczne są obciążane przez dług publiczny Malty.
Minister finansów jest odpowiedzialny za oszacowanie dochodów i wydatków Malty w danym roku.
Przepisy tego rozdziału wskazują instytucję Ustawy Budżetowej oraz możliwość powołania Funduszu Nadzwyczajnego w przypadku pojawienia się nagłej potrzeby wydatkowania.

### Rozdział X: Służba publiczna
Na mocy przepisów Rozdziału X tworzy się Komisję Służby Publicznej.

### Rozdział XA: Rady lokalne
Rozdział ten składa się z jednego artykułu, który stanowi o wdrożeniu systemu samorządu lokalnego. Samorząd lokalny wpływa na podział terytorium Malty na obszary lokalne, gdzie każdy z tych obszarów jest administrowany przez Radę Lokalną wybieraną przez mieszkańców danego obszaru.

### Rozdział XI: Postanowienia różne
Rozdział XI jest poświęcony przepisom końcowym. Przepisy tego rozdziału przewidują również powołanie Urzędu do spraw Przekazu Audiowizualnego dla Malty.

## Aneksy do Konstytucji
Oprócz jedenastu rozdziałów, Konstytucja zawiera również cztery aneksy (schedules), które zawierają teksty przysięgi Prezydenta, Premiera, Ministrów oraz członków Parlamentu oraz listę krajów należących do Wspólnoty (Commonwhealth).
- Pierwszy Aneks
- Drugi Aneks: Przysięgi urzędowe
- Trzeci Aneks: Przysięga lojalności
- Czwarty Aneks: Lista krajów Wspólnoty z wyjątkiem Malty